# Вулиця Шевська (Львів)
Ву́лиця Ше́вська — вулиця в історичному центрі Львова, сполучає площу Ринок та вулицю Театральну. Межує з площею Ангелів.

## Історія

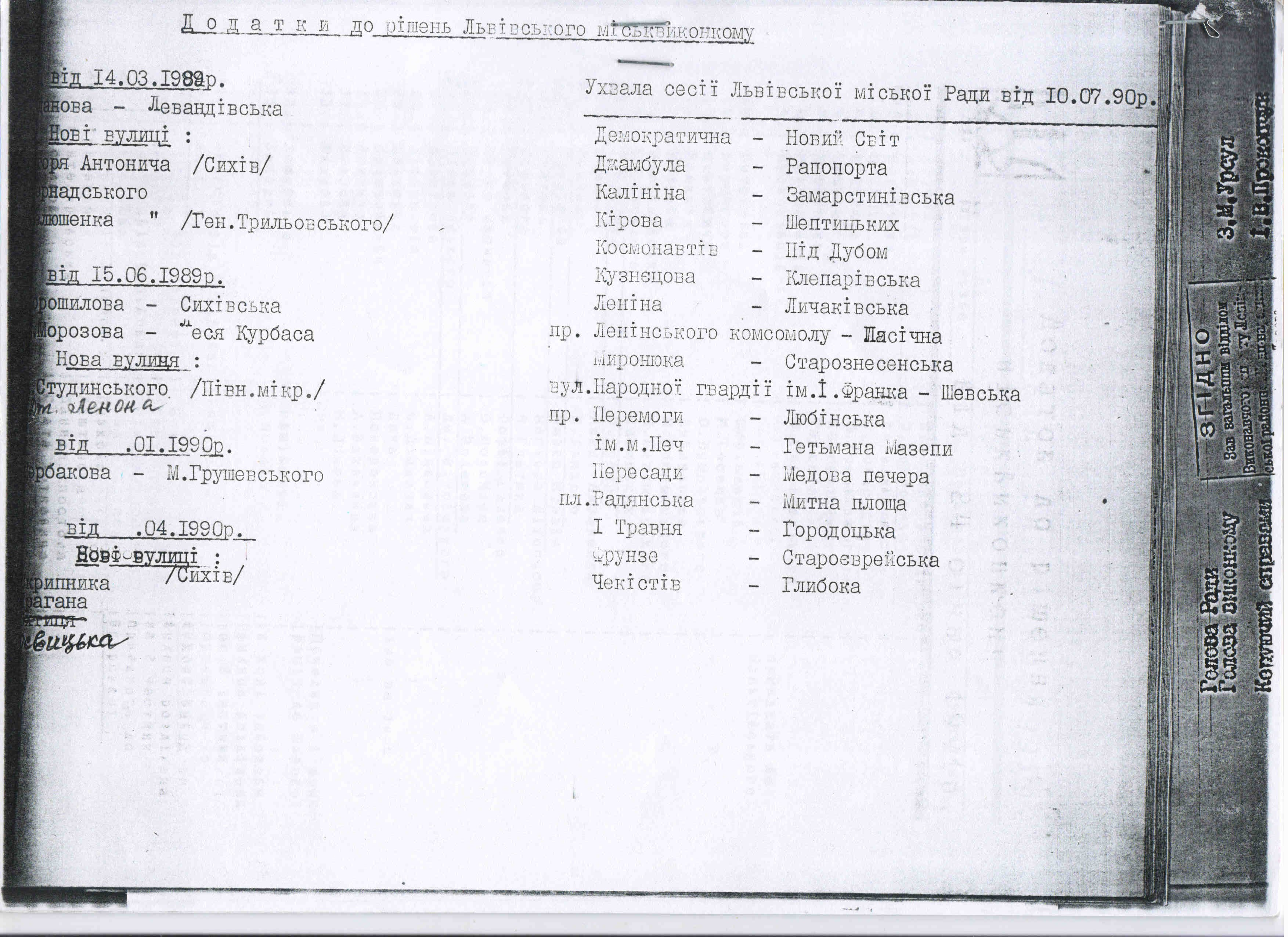
Перейменування вулиць Львова у 1989—1990 рр.

Вулиця йде від північно-західного кута площі Ринок і, ймовірно, старіша від самої площі. Ще до побудови площі за часів польського короля Казимира III вулиця мала назву «Шевська». Оскільки серед тодішніх польських ремісників шевців не було, то вулицю заселяли, мабуть, здебільшого українці. У кінці XVI століття трапляється назва «До Хвіртки», бо вулиця виходила до Єзуїтської хвіртки в міських мурах. Від початку XVII століття — вулиця Єзуїтська, бо сполучала площу Ринок з Єзуїтською колегією. Після касації ордена єзуїтів за австрійської влади 1773 року в будинку колишньої колегії розмістилися адміністративні органи, і вулицю назвали Трибунальською, бо в ті часи в будинку містився цивільний трибунал. Радянська влада перейменувала її у 1957 році на вулицю Народної гвардії імені Івана Франка — на честь радянської підпільної організації, яку створили 1942 року у Львові. Лише 1990 року вулиці повернули історичну назву Шевська, яку вона втратила майже 400 років тому.

## Забудова
В архітектурному ансамблі вулиці Шевської переважають бароко, класицизм та неоренесанс. Більшість будинків внесено до Реєстру пам'яток архітектури місцевого значення.

### Будівлі
№ 1 — кам'яниця, на південному боці вулиці, на розі з площею Ангелів. Тут від радянських часів містилася найбільша і найпотужніша фабрика хімчистки та фарбування одягу у Львові з ательє «Сніжинка», у 1950—1960-х роках тут також було ательє мод 1-го розряду, роздрібно-гуртова база «Холодокомбінату», база культтоварів, галантереї, взуття та текстилю. Раніше, за польських часів, там була горілчана фабрика Кроніка.
№ 3 — за радянських часів в будинку містився магазин «Меблі».
№ 4 — Кам'яниця Дзюрдзьовського. У XVII столітті в ньому мешкала родина львівського патриція, багатого купця, вихідця з Угорщини Георгія Боїма. Внутрішнє планування будинку неодноразово змінювалося, зокрема, у 1893 році будинок було реконструйовано за проєктом архітектора Міхала Фехтера. У 1891—1927 роках тут був готель «Ванда» Льовенбека. 26 січня 1904 року у ресторані готелю «Ванда» відбулось весілля Василя Стефаника та дочки священика, посла Галицького сейму Кирила Гаморака Ольги, за участи Івана Франка, Марка Черемшини, Леся Мартовича, Володимира Шухевича. У той самий час тут також містився магазин чоловічого одягу Кона, за радянських часів — комісійний «Лоскут тканин», де ще на початку 1980-х років офіційно вперше у Львові можна було купити імпортні джинси, у 2000-х роках — магазин музичної продукції (зокрема, компакт-дисків) «Музичний центр». Будинок внесений до Реєстру пам'яток архітектури місцевого значення під охоронним № 360-м.
№ 6 — кам'яниця Мосціцьких. Тут у 1902 році розпочало свою діяльність Музичне товариство імені Миколи Лисенка. За польських часів в будинку містився магазин дамського одягу Корнера. від радянських часів й до 2004 року тут містився «Дім книги». 23 травня 2004 року відкрито відреставрований колишній житловий будинок, усі чотири поверхи якого тоді займали зали книжкової крамниці мережі «Буква». Нині — книгарня «Книжковий Лев». Будинок внесений до Реєстру пам'яток архітектури місцевого значення під охоронним № 1315-м.
№ 8 — початково тут у 1778 році збудована двоповерхова кам'яниця, імовірно за проєктом архітектора Антона Косинського. У 1881 році проведена реконструкція будинку з надбудовою третього поверху за проєктом архітектора Якуба Соломона Кроха. Триповерховий фасад вирішений у стилі класицизму, рустований, завершено аттиком та розвинутим карнизом з модульйонами. Вікна обрамлені наличниками з пілястрів та сандриків. З кінця XIX століття на першому поверсі було складське приміщення, де зберігалася продукція фірми «J. A. Baczewski» (від імені засновника і тогочасного власника фірми — Юзефа Адама Бачевського). У 1935 році будинок перебував у власності Стефанії Кінце та спілки. У 1950-х роках у будинку містився гуртожиток Механічного технікуму. Потім до середини 2010-х років на першому поверсі будинку містилася одна з найстаріших букіністичних крамниць Львова — «Знахідка». 7 квітня 2015 року в будинку відкрили ресторація галицької кухні Бачевських. Будинок внесений до Реєстру пам'яток архітектури місцевого значення під охоронним № 1316-м.
№ 10 — кам'яниця споруджена у XVII столітті. У 1786—1787 роках перебудована за проєктом архітектора Якуба Петровського на замовлення Ю. Гординської. У 1810-х та 1822—1826 роках на замовлення власника кам'яниці Матіаса Бауера був добудований четвертий поверх. Тоді фасад будинку під вікнами 2-4 поверхів був оздоблений орнаментальними рельєфами, іконографія яких пов'язується з темами грецької міфології авторства Гартмана Вітвера та Антона Шімзера. У 1888—1890 роках за проєктами архітекторів Ігнатія Віняжа та Саломона Рімера проведена реконструкція кам'яниці з добудовою мансардного поверху, завдяки чому він набув яскравих рис класицизму. Тепер це чотириповерховий, цегляний, тиньковий з внутрішнім подвір'ям, прямокутної конфігурації в плані будинок. Головний фасад — симетричної композиції, чотириосьовий. Площина фасаду рустована, розділена по горизонталі фризом з рядом орнаментальних розет (автор — архітектор Фридерик Бауман) та завершена даховим карнизом з рядом кронштейнів.
У 1888 році в кам'яниці відкрився готель та ресторан Вільгельма Брейтмаєра «Під трьома коронами». Після 1905 року вони у перебували спільній власності Вільгельма Брейтмаєра та Анни Колонської. По смерті Брейтмаєра готель та ресторан перейшли у власність Анни Колонської і належали їй до 1939 року. Щодо кам'яниці, то у 1935 році він перебував у власності Стефанії Кінце та спілки. Нині використовується як житловий будинок, перший поверх якого певний час займали крамниці «Leopolis Шоколад і марципани» та мобільного зв'язку «Ябко». 22 грудня 2018 року нежитлові приміщення з другого по четвертий поверхи та мансарди були виставлені на аукціон. У 2019—2021 роках проведена ґрунтовна реконструкція з надбудовою ще двох поверхів. 2021 року тут відкрився ресторан «Mad Lviv». Будинок внесений до Реєстру пам'яток архітектури місцевого значення під охоронним № 361-м.
№ 12 — кам'яниця Замбжицького. Триповерховий будинок XVII століття збудований у стилі класицизму, що має два аркові входи, вікна — прямокутної форми, в обрамленнях, з сандриками. Партії фасадної стіни між поверхами оздоблюють скульптурно-орнаментальні декоративні фризи авторства Гартмана Вітвера. Пізніші перебудови належать до другої половини XIX століття за проєктами Ігнатія Віняжа та Саломона Рімера, завдяки чому він набув яскравих рис ампіру.
У другій половині XIX — на початку XX століття в будинку містився ресторан Нафтули Тепфера. Ресторан відкрився у 1852 році в будинку, що тоді належав Фрідріху Еттмаєру, але вже через майже двадцять років, у 1871 році, належав вже Нафтулі Тепферу. У 1901 році ресторан успадкував його син, Шимон-Міхал. Новий власник був яскравою та непересічною людиною: художником-аматором, композитором, музикознавцем, мемуаристом, колекціонером картин та меценатом. Купував він картини також й у тоді молодого художника-початківця Івана Труша, до якого ставився дуже приязно, навіть пропонував гроші для поїздки до Мюнхена, на навчання в Мюнхенській академії мистецтв. У 1902 році живописці Роман Братковський та Мечислав Корвін Піотровський на замовлення Шимона-Міхала виконали стінописи з краєвидами Львова у залах ресторану. Ресторан Тепферів був водночас й художнім салоном та притулком для незаможних митців, які розплачувалися власними творами з власником закладу. 1907 року Тепфер подарував велику збірку творів львівських митців новоствореній міській картинній галереї. За рік, у 1908 році, у ресторані відкрилися нові приміщення, виконані у закопанському стилі. 1913 року почав працювати «Пльзенський бар». Ресторан Тепфера закрився у червні 1915 року, коли в ніч з 19 на 20 червня окупаційною російською владою Шимон-Міхал був арештований та в числі інших заручників-львів'ян був вивезений до Нижнього Новгорода в Росії. По закінченню першої світової війни у 1918 році Тепфер повернувся до Львова, але невдовзі з родиною переселяється на постійне місце проживання до Познані. Новими власниками ресторану у 1920-х роках були Християн Маєр та Едмунд Шон. 1925 року зали отримали новий декор та меблі.
У 1935 році будинок належав Йозефу та Естері Брух, до вересня 1939 року будинок перебував у власності адвоката Зигмунта Кьорнера. За радянських часів — до 1980-х років в приміщенні колишнього ресторану містився тир, а потім — магазин італійського одягу та взуття. Будинок внесений до Реєстру пам'яток архітектури місцевого значення під № 1317-м.
1 жовтня 2002 року в будинку стався обвал внутрішнього перекриття будинку. Це трапилося внаслідок втрати несучої здатності внутрішньої капітальної стіни, таким чином було зруйновано перекриття третього та другого поверхів. Двоє мешканців-пенсіонерів постраждали, і їх ушпиталили. Решту мешканців будинку відселили до готелю «Київ». Це був перший, але не останній, випадок обвалу будинку у Львові за новітніх часів. Далі почали валитися будинки з південного боку вулиці та було розпочато їх тривалий капітальний ремонт, який для будинків № 12, 14 і 16 триває ще й досі. У 2011 році приміщення по вул. Шевській, 14-16 були викуплені ПрАТ «Європейський дім» для створення другої та третьої черг готелю «Леополіс» у межах підготовки до Євро-2012.
Листом № 1093/10-2/61-18 від 14 листопада 2018 року Міністерство культури України погодило приватизацію шляхом продажу на аукціоні, нежитлових приміщень 2-го, 3-го, 4-го поверхів та мансарди будинку, загальною площею 449,7 м². Балансоутримувач є ЛМКП «Айсберг». Аукціон з продажу історичної пам'ятки відбувся 22 січня 2019 року. Переможцем аукціону стало ТОВ «ІнвестБудЛьвів», власником якого є колишній воротар винниківського «Руху» Олександр Дяченко. 2019 року, після проведеної реконструкції, в будинку відкрився торговий центр «Вернісаж» з рестораном-терасою «Спацер на даху» на п'ятому та оглядовим майданчиком на шостому поверхах.
№ 14 — кам'яниця Войшівська, вперше згадана у реєстрі 1767 року. Від 1864 року зазнала численних перебудов за проєктами архітекторів Міхала Фехтера, Яна Кроха, Саломона Рімера, проте зберегла первісну структуру, характерну для середньовічного Львова, та окремі стильові елементи. за польських часів був меблевий магазин Кіршнера та магазин ламп і порцеляни Менкеса, а за радянських — салон замовлень продторгу, «Будербродна», а пізніше там містилося кафе. Нині реконструйована будівля є частиною готелю «Леополіс». Будинок внесений до Реєстру пам'яток архітектури місцевого значення під охоронним № 1318-м.
№ 16 — кам'яниця Крохмалевичівська, споруджена на зламі XIX—XX століть — цегляний, триповерховий будинок, з характерним тривіконним асиметричним фасадом, завершеним аттиком та розкріплена карнизом. Міжповерхові членування підкреслені пасками, вікна увінчані сандриками, трикутними в другому поверсі та сегментними в третьому. Фасад прикрашає ліпний орнаментальний фриз між другим і третім поверхами. 1918 року перебудовувався за спільним проєктом архітекторів Міхала Фехтера, Якуба Кроха, Саломона Рімера. За Польщі містилася торгівля папером Шаффа та меблевий магазин Юзефа Гермеліна.
Під час німецької окупації, у 1942 році, в будинку відкрили взуттєву фабрику «Солід», що виконувала німецькі військові замовлення, але неофіційно підпорядковувалася УГКЦ та використовувалася церквою для матеріального забезпечення. Офіційним власником фабрики був греко-католицький монах Студійського уставу УГКЦ, етнічний німець Йоганн Петерс. Там працювали вільнонаймані працівники, греко-католицькі монахи та юдеї зі Львівського ґетто. Від 1943 року приміщення «Соліду» стало одним з осередків рятівної акції, організованої з відома Митрополита Андрея Шептицького, в результаті якої щонайменше 150 юдеям вдалося пережити роки Голокосту. У 1984 році трьом колишнім працівникам фабрики — Володимиру Качмарському, Лазарю Шияну та Теодору Цебрівському надали почесне звання Праведників народів світу. За радянських часів: у 1950-х роках тут розташовувалася майстерня з ремонту ваг та вимірювальних приладів, а згодом в партері будинку містилося проєктне бюро «Архпроєкт». Будинок внесений до Реєстру пам'яток архітектури місцевого значення під охоронним № 1319-м.
У 2007—2011 роках за проєктом, розробленим в інституті «Укрзахідпроектреставрація» архітекторами Зиновієм Лагушем, Ярославом Мартинюком, проводилися роботи з реконструкції кам'яниці із пристосуванням під готель. Нині кам'яниця на вул. Шевській, 16 у комплексі з сусідньою будівлею на вул. Театральній, 16 функціонує як готель «Леополіс».
Північний бік вулиці зазнав нищівних руйнувань на зламі тисячоліть.

## Див.також
- Пішохідні вулиці міст України